# Cilovdarlı
Cilovdarlı är en ort i Azerbajdzjan.   Den ligger i distriktet Tovuz Rayonu, i den västra delen av landet, 400 km väster om huvudstaden Baku. Cilovdarlı ligger 320 meter över havet och antalet invånare är 1 237.
Terrängen runt Cilovdarlı är platt åt sydväst, men åt nordost är den kuperad. Närmaste större samhälle är Qovlar, 14,0 km söder om Cilovdarlı. 
Trakten runt Cilovdarlı består till största delen av jordbruksmark. Runt Cilovdarlı är det ganska tätbefolkat, med 78 invånare per kvadratkilometer.